# Billy Mays
William Darrell „Billy” Mays, Jr. (n. 20 iulie, 1958 - d. 28 iunie, 2009) a fost un prezentator de televiziune din Statele Unite ale Americii, cunoscut pentru promovarea unor produse ca OxiClean,Orange Glo,și în general a unor produse de uz casnic prin diverse reclame

## Viață personală
El s-a născut în McKees Rocks,Pennsylvania și a fost crescut în Pittsburgh.Are doi copii,pe Billy Mays III,născut din prima căsătorie și pe Elizabeth,născută din cea de-a doua căsătorie

## Carieră
După abandonarea școlii,Mays a lucrat la compania de deșeuri periculoase a tatălui său.Apoi,s-a mutat în Atlantic City,New Jersey unde a început să vândă obicete de uz casnic,fiind învățat de alți vânzători mai experimentați.Apoi,el a început să călătorească prin SUA pentru 12 ani,vânzând diverse unelte și alte diverse produse.
În 1993,Mays a devenit prieten cu fondatorul produselor de curățenie Orange Glo.El a fost apoi angajat să promoveze aceste produse pe canalul Home Shopping Network.Vânzările acestor produse a crescut imediat după reclamele în care Mays apărea. De obicei, el striga des în aceste reclame,acest lucru făcându-l celebru.
În 2008 a semnat un contract cu ESPN pentru promovarea serviciului online ESPN360 unde el practic promova serviciul prin parodierea sa și a altor clișee care-l caracterizează.

## Moarte
Billy Mays a murit pe 28 iunie 2009.După diverse investigări s-a descoperit că a murit din cauza unei boli cardiace.El consumase cocaină cu ceva timp în urmă,dar s-a decis că nu a fost o cauză a morții sale